# Massacre de Izium

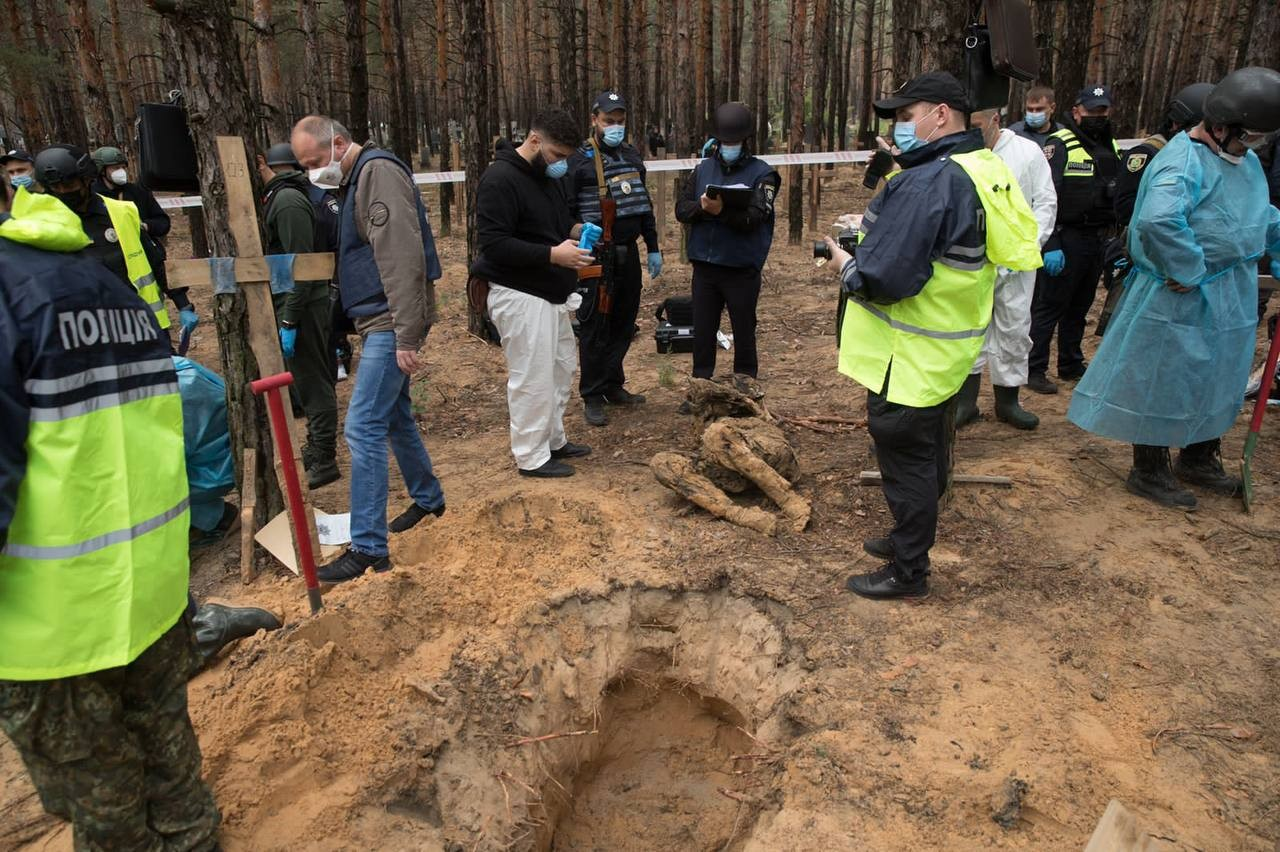
Cemitério na cidade de Izium, região de Kharkiv, onde moradores locais enterraram civis e militares mortos durante a batalha de Izium e posterior ocupação russa da cidade. Após a libertação de Izium, em 16 de setembro, os investigadores começaram a exumação dos corpos.

Massacre de Izium foi o assassinato em massa ocorrido durante a invasão russa da Ucrânia em 2022. O material fotográfico e de vídeo do massacre começou a surgir em 15 de setembro de 2022, depois que as forças russas foram expulsas da cidade na contraofensiva de Kharkiv.
Os corpos foram encontrados em várias valas comuns, incluindo um local contendo pelo menos 445 civis ucranianos, foram encontrados na cidade ucraniana de Izium.
Entre as árvores, havia centenas de sepulturas com simples cruzes de madeira, a maioria delas marcada apenas com números, enquanto uma das maiores sepulturas tinha uma placa dizendo que continha os corpos de pelo menos 17 soldados ucranianos.
Algumas das mortes foram provavelmente por tiros, outras por bombardeios, e outras por falta de assistência médica. Segundo as autoridades, alguns dos corpos estavam com as mãos amarradas nas costas e apresentavam sinais de tortura. Oleh Synyehubov, governador da região de Kharkiv, disse: "Entre os corpos que foram exumados hoje, 99% mostraram sinais de morte violenta. Há vários corpos com as mãos amarradas nas costas, e uma pessoa foi encontrada enterrada com uma corda no pescoço. Obviamente, essas pessoas foram torturadas e executadas. Há também crianças entre os sepultados". Os moradores que sobreviveram à invasão afirmaram que os russos visavam indivíduos específicos e que já tinham listas dos moradores locais que estavam nas forças armadas, as famílias dos militares ou as pessoas que eram veteranos da guerra em Donbas.
O presidente ucraniano Volodymyr Zelensky comparou a descoberta ao massacre de Bucha quando as autoridades começaram as investigações forenses. As Nações Unidas responderam afirmando que planejam enviar monitores para Izium.